# Zomerfijnstraal
Zomerfijnstraal (Erigeron annuus (L.) Pers., in oudere literatuur ook wel Stenactis annua (L.) Less., incl. Erigeron strigosus Bigelow) is een eenjarige plant die behoort tot de composietenfamilie (Asteraceae).
De plant wordt 30–75 cm hoog en heeft een rechtopstaande, behaarde tot weinig behaarde stengel. De niet-gelobde bladeren zijn variabel in vorm en beharing. Ze zijn ongeveer 10 cm lang en hebben een getande rand. De wortelbladeren zijn tijdens de bloei verdord.
Zomerfijnstraal bloeit in juli en augustus met 1 tot 1,5 cm grote bloemhoofdjes. De bloeiwijze is een tuil met hoofdjes. De lintbloemen en straalbloemen zijn 1 mm breed, tot 10 mm lang en meestal wit, maar vaak ook iets blauw aangelopen. Het pappus van de buitenste buisbloemen bestaat uit kleine schubben, die een rij borstelharen omsluiten. De lintbloemen hebben twee rijen borstelharen.
De vrucht is een 1,2 mm lang, lichtbruin nootje met vruchtpluis.
De plant komt voor op natte tot vochtrijke grond op rivieroevers, in bermen en op dijken.

## Ondersoort
In België wordt de ondersoort madelieffijnstraal (Erigeron annuus subsp. septentrionalis) onderscheiden.